# Stalachtis magdalena
Stalachtis magdalena is een vlindersoort uit de familie van de prachtvlinders (Riodinidae), onderfamilie Riodininae.
Stalachtis magdalena werd in 1851 beschreven door Westwood.